# 深川市
深川市（日语：／ Fukagawa shi */?）是位於北海道空知綜合振興局北空知地區的主要城市，地處石狩平原最北部，除了南部以外的區域皆被山地包圍。雨龍川在北部的山間向南流，石狩川則流經南部地區，其周邊散布著廣闊的水田。深川市是空知北部的交通中心，有許多鐵路和公路在此交會。當地蕎麥的種植面積是全日本第二。
市名源自轄區內大鳳川的阿伊努語名稱「oho-nay」，意思是「深的河川」。

## 人口
| 深川市人口分布圖 |                                               |  |
| 深川市與日本全國年齡別人口分布比較圖 （2005年資料） | 深川市的年齡、男女別人口分布圖 （2005年資料） |  |
| ■紫色是深川市 ■綠色是全国 | ■藍色是男性 ■紅色是女性                       |  |
| 深川市人口變化 \| 1970年 \| 38,373人 \| \| \| 1975年 \| 36,000人 \| \| \| 1980年 \| 35,376人 \| \| \| 1985年 \| 33,833人 \| \| \| 1990年 \| 30,671人 \| \| \| 1995年 \| 28,770人 \| \| \| 2000年 \| 27,579人 \| \| \| 2005年 \| 25,838人 \| \| \| 2010年 \| 23,720人 \| \| \| 2015年 \| 21,909人 \| \| \| 2020年 \| 20,039人 \| \| |                                               |  |
| 資料來源：日本總務省統計中心提供之人口普查數據 |                                               |  |
| 1970年 | 38,373人                                      |  |
| 1975年 | 36,000人                                      |  |
| 1980年 | 35,376人                                      |  |
| 1985年 | 33,833人                                      |  |
| 1990年 | 30,671人                                      |  |
| 1995年 | 28,770人                                      |  |
| 2000年 | 27,579人                                      |  |
| 2005年 | 25,838人                                      |  |
| 2010年 | 23,720人                                      |  |
| 2015年 | 21,909人                                      |  |
| 2020年 | 20,039人                                      |  |

## 歷史
連結札幌至旭川間的上川道路通車後，由於大量的開拓者經由此道路前往上川地區，於是在沿路上連續設置了許多驛站，1889年便設置了音江法華驛站，也開始帶動附近地區的發展。
同樣在1889年，三條公爵、蜂須賀侯爵、菊亭侯爵等六名華族（日本當時的貴族）決定向政府借用雨龍原野的土地成立「華族聯合雨龍農場」（華族組合雨竜農場），開始徵募大批移民及屯田兵進入開墾。

### 年表
- 1889年：連結札幌至旭川間的上川道路開通。[8]
- 1890年：設置華族組合農場。
- 1892年：北海道廳將原屬於幌加內町的雨龍川左岸一帶設置深川村，並以三條公爵、蜂須賀侯爵、菊亭侯爵所設置的農場及屯田兵為主要開拓中心。
- 1901年10月16日：秩父別村（現在的秩父別町）分村。
- 1902年4月1日：成為北海道二級村。
- 1907年4月1日：成為北海道一級村。
- 1918年1月1日：改制為深川町。
- 1923年1月1日：妹背牛村（現在的妹背牛町）從深川町分村。
- 1963年5月1日：深川町、一已村、納內村、音江村合併為深川市。
- 1970年4月1日：多度志町併入深川市。

## 交通

### 機場
- 旭川機場（位於東神樂町）

### 鐵路
- 北海道旅客鐵道
  - 函館本線：深川車站 - 納內車站
  - 留萌本線：深川車站 - 北一已車站

|  |  |

### 道路
| 高速道路 - 道央自動車道：深川系統交流道 - 深川交流道 - 音江休息區 - 深川留萌自動車道：深川系統交流道 - 深川西交流道 一般國道 - 國道12號 - 國道233號 - 國道275號 | 主要地方道 - 北海道道4號旭川蘆別線 - 北海道道47號深川雨龍線 - 北海道道57號旭川深川線 - 北海道道79號深川豐里線 - 北海道道94號增毛稻田線 - 北海道道98號旭川多度志線 道道 - 北海道道281號深川多度志線 - 北海道道284號深川停車場線 - 北海道道429號多度志停車場線 - 北海道道693號鷹泊鷹泊停車場線 - 北海道道875號多度志一已線 - 北海道道916號湯內園線 - 北海道道920號幌內湯內線 |

### 巴士

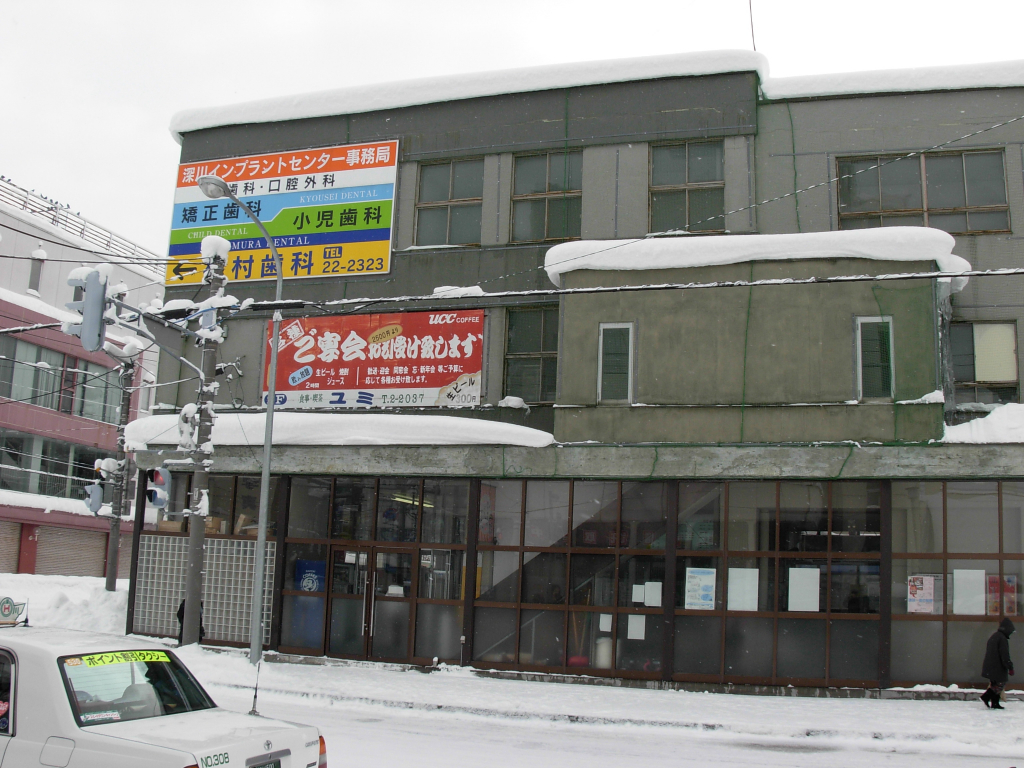
空知中央巴士深川車站

- 北海道中央巴士
  - 高速留萌號
  - 高速旭川號
- JR北海道巴士
  - 深名線
- 道北巴士、沿岸巴士
  - 留萌旭川線、快速留萌旭川線

## 觀光景點
| - 國見峰 - 東洲館 - 櫻山遊園地 | - 音江環狀石（國指定史跡） - 多度志獅子舞（深川市指定無形民俗文化財） - 納內町猩猩獅子舞（深川市指定無形民俗文化財） |

## 教育

### 短期大學
- 拓殖大學北海道短期大學

### 高等學校
| - 道立深川西高等學校 （页面存档备份，存于） | - 道立深川東高等學校 （页面存档备份，存于） | - Clark記念國際高等學校 （页面存档备份，存于） |

### 專修學校
| - 深川市立高等看護學院 | - 深川醫師會准看護學院 |

### 中學校
| - 深川市立深川中學校 | - 深川市立一已中學校 |

### 小學校
| - 深川市立深川小學校 - 深川市立一已小學校 | - 深川市立北新小學校 - 深川市立納內小學校 | - 深川市立音江小學校 - 深川市立多度志小學校 |

## 姊妹市・友好都市

### 海外
- 亞博斯福（加拿大 不列顛哥倫比亞）

## 本地出身之名人
- 石黑達昌：作家、醫生
- 小川東洲：書法家
- 荻原ゆかり：女演員
- 木下博勝：醫生
- 兒島仁：前日本電信電話社長
- 谷內友美：配音員、女演員
- 二所之關親方：大相撲年寄、前關脇
- 松島正幸：畫家
- 山田吾一：俳優
- 唯是震一：作曲家

## 外部連結
- （日語）深川地區生活情報 （页面存档备份，存于）
- （日語）深川商店街振興組合聯合會
- （日語）深川青年會議所
- （日語）深川市果樹協會
- （日語）北空知農會
- （日語）深川國際交流協會 （页面存档备份，存于）
- （日語）東京深川會[永久]